# Славиша Ристић
Славиша Ристић (Зубин Поток, 17. новембар 1961) српски је политичар. Истакнута личност у заједници Срба на Косову и Метохији, био је дуги низ година  градоначелник Зубиног Потока. Од 2016. до 2020. године био је посланик у Народној скупштини Србије.
Ристић је рођен у Зубином Потоку, у тадашњој ФНРЈ. Дипломирао је економију на Универзитету у Приштини.
Ристић је већи део своје политичке каријере био члан Демократске странке Србије (ДСС). Странку је напустио 2016. године, а од 2018. је вођа покрета Отаџбина.